# کونتشیتسه پود اوندرینیکم
کونتشیتسه پود اوندرینیکم (به چکی: Kunčice pod Ondřejníkem) یک منطقهٔ مسکونی در جمهوری چک است که در ناحیه فریدک-میستک واقع شده‌است.